# Lukas Nathrath

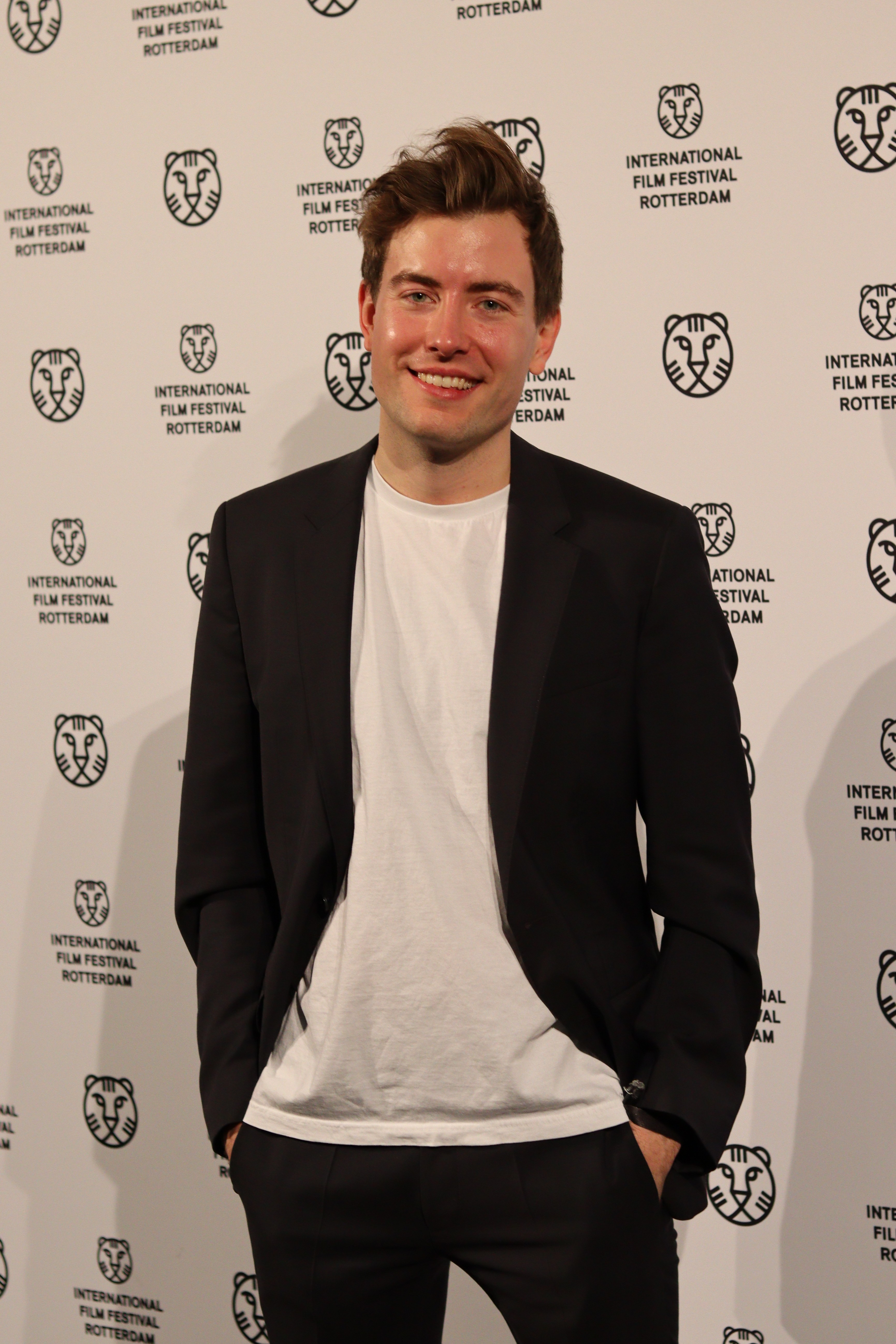
Lukas Nathrath auf dem International Film Festival Rotterdam 2023

Lukas Nathrath (* 14. November 1990 in München) ist ein deutscher Filmemacher und Schauspieler.

## Leben
Bereits als Jugendlicher wirkte Nathrath als Schauspieler in verschiedenen Film- und Fernsehproduktionen mit. Nach seinem Abitur in München besuchte Nathrath 2012 die London Academy of Music and Dramatic Art und studierte außerdem in München als Bachelor of Arts Amerikanistik mit Schwerpunkt Film.
Anschließend absolvierte er sein Master-Studium in Filmregie an der Hamburg Media School.
Mit seinem Zweitsemesterfilm Mit im Bund wurde er ins Next-Generation-Programm von German Films bei den Filmfestspielen von Cannes 2018 eingeladen. Sein Abschlussfilm Kippa wurde 2019 mit dem European Young CIVIS Media Prize sowie dem Studio Hamburg Nachwuchspreis als bester Kurzfilm ausgezeichnet.
2021 absolvierte er die Drehbuchwerkstatt München.
Für seinen ersten Langfilm Letzter Abend erhielt Nathrath beim Locarno Film Festival 2022 den First Look Award und beim Filmfestival Max Ophüls Preis 2023 die Auszeichnung für die beste Regie. Deutschlandfunk Kultur nannte den Film "das deutsche Debüt des Jahres".
2023 erhielt er beim Internationalen Filmfestival Emden-Norderney das Inselstipendium Ein Schreibtisch am Meer. 2025 wurde er für das Talentförderprogramm Berlinale Talents ausgewählt.

## Filmografie (Auswahl)

### Als Regisseur
- 2016: Ein glücklicher Tag (Kurzfilm)
- 2018: Mit im Bund (Kurzfilm)
- 2019: Kippa – Die Reportage (Phoenix-Kurzdokumentation)
- 2019: Kippa (Kurzfilm)
- 2023: Letzter Abend

### Als Schauspieler
- 2004: Bergkristall – Regie: Joseph Vilsmaier
- 2006: Siska (Keiner von uns dreien)
- 2006: Stunde der Entscheidung
- 2006–2008: Disneys Kurze Pause
- 2007: Süden (Das Geheimnis der Königin)
- 2008: Unter Verdacht (Der schmale Grat)
- 2009: Aber jetzt erst recht
- 2010: Der Alte (Ein passender Tod)
- 2011: Herzflimmern – Die Klinik am See
- 2013: SOKO Leipzig (Klassenclown)
- 2013: Die Rosenheim-Cops (Aumanns letzte Stunde)
- 2014: SOKO 5113 (Der Turm)
- 2014: Die Hochzeitskönigin
- 2016: SOKO Kitzbühel
- 2017: Ein glücklicher Tag (Kurzfilm)
- 2021: Der Beischläfer (Amazon Prime)
- 2022: Großstadtrevier
- 2022: Herzogpark
- 2022: Neuland (ZDF-Miniserie)

## Auszeichnungen (Auswahl)
- 2019: European Young CIVIS Media Prize für Regie und Drehbuch des Films Kippa
- 2019: Studio Hamburg Nachwuchspreis in der Kategorie Bester Kurzfilm für Regie und Drehbuch des Films Kippa
- 2020: Nominierung für den Deutschen Menschenrechts-Filmpreis in der Kategorie Bester Hochschulfilm[13]
- 2021: Öngeren-Preis beim Filmfestival Türkei/Deutschland für Kippa[14]
- 2022: Locarno Film Festival – First Look Award für Letzter Abend[15]
- 2023: International Film Festival Rotterdam – Nominierung für den Tiger Award für Letzter Abend
- 2023: Filmfestival Max Ophüls Preis – Regiepreis für Letzter Abend
- 2023: Internationalen Filmfests Emden-Norderney – Jurypreis (Creative Energy Award) für Letzter Abend[16]
- 2023: Semana Internacional de Cine de Valladolid – Preis der Jungen Jury für Letzter Abend[17]
- 2024: Preis der deutschen Filmkritik – Nominierung für Letzter Abend als Bestes Spielfilmdebüt[18]